# 제이나 리 오티즈
제이나 리 오티즈(Jaina Lee Ortiz, 1986년 11월 20일 ~ )는 미국의 배우, 댄서이다.